# 楊氏癭蚜
楊氏癭蚜（学名：Eriosoma yangi）为綿癭蚜科榆癭蚜屬下的一个种。